# Ivo Baldi Gaburri
Ivo Baldi Gaburri (Città di Castello, Umbría, 27 de marzo de 1947-Huaraz, 11 de junio de 2021) fue un sacerdote, obispo, filósofo, teólogo y arquitecto italiano afincado en Perú que se desempeñó como Obispo de Huaraz, entre 1999 a 2004 y Obispo de Huari de 2004 hasta su fallecimiento en 2021.

## Biografía

### Formación y sacerdocio
Nació en la localidad italiana de Città di Castello, el 27 de marzo de 1947. 
Estudió Filosofía y Teología en el Seminario Regional de Asís. 
Fue ordenado sacerdote el 9 de octubre de 1971.
Tras su ordenación, comenzó a ejercer como coadjutor en la catedral de su pueblo natal y también se encargó de los grupos juveniles de la Operación Mato Grosso bajo tutela del sacerdote Ugo de Censi, líder de dicha ONG. 
En 1975 marchó con el cura mencionado hacia la sierra de Áncash, en Perú, y estuvo en la prelatura de Huari a cargo, en ese entonces, del Monseñor Dante Frasnelli. Allí fue Párroco de Piscobamba y San Marcos. 
Rector del seminario situado en el Santuario del Señor de Pomallucay, perteneciente a la Prelatura de Huari ("hoy en día diócesis"), de la cual fue vicario general.

## Episcopado

### Obispo de Huaraz
El 14 de diciembre de 1999 ascendió al episcopado, cuando el papa Juan Pablo II le nombró obispo de la diócesis de Huaraz.
Recibió la consagración episcopal en Roma el 6 de enero del siguiente año, a manos del sumo pontífice como consagrante principal y de sus coconsagrantes, el cardenal Giovanni Battista Re y el obispo Marcello Zago.

### Obispo vicario de Huari
El 4 de febrero de 2004 fue asignado primeramente como Prelado de Huari y tomó posesión oficial de este cargo, el 29 de mayo del mismo año.

### Obispo de Huari
En abril de 2008 con la elevación de la Prelatura de Huari al rango de obispado, se convirtió en el primer obispo diocesano de esta sede.

## Fallecimiento
Fue internado de emergencia en mayo de 2021 luego de infectarse con el Covid-19 durante una visita pastoral en Chimbote, falleciendo a causa de esta enfermedad en la ciudad de Huaraz, a la edad de 74 años. Fue enterrado en el cementerio de Piscobamba. Este lugar fue el favorito de todos y de la cual se quedó enamorado, por su belleza y paisaje abierto. Cuando estaba en vida, su decisión fue ser enterrado en "La Novia de los Andes" y exactamente en la capilla de Ramos; sin embargo, inicialmente lo enterrarón en el Cementerio de Cushipata y después de un tiempo, su cuerpo lo trasladaron a la Iglesia Matriz de San Pedro y San Pablo de Piscobamba, donde decansa y se encuentra ubicado hoy en día.    